# معركة وادي موسى
معركة وادي موسى ، من أهم المعارك التي قادها الجيش العربي خلال الثورة العربية الكبرى (1916-1918) ، وكان قائد الجيش العثماني جمال باشا أمر جنوده لتأمين السكك الحديدية في الحجاز للحد من عمليات التفجير المتكررة التي نفذها القوات العربية ودعمه لورانس العرب ،

## تفاصيل المعركة
وذكر في الوثائق الغربية تفاصيل المعركة ومنها انه في 21 أكتوبر بلغت مجموعة من المدافعين العرب وقوامهم 350 عربي نظامي و60 من هذيل و120 من بقية قبائل الحجاز المحلية وكان مجموع الكل 500 فرد. بالمقابل كان مع العثمانيين جيش يحمل نفس العدد أو اقل قليلا وهي أربع كتائب مشاة وفوج من سلاح الفرسان ومدافع ميدانية بالإضافة الى غيرها من الأسلحة.
وكما أرسل الجيش العثماني في مدينة معان الأردنية لمواجهة الجيش العربي، تعرضت الجيش العثماني للخسائر الكبيرة بعد المعركة حينما قتل 400 وأسر نحو 300 جندي، وأضطر الجيش العثماني للانسحاب.

## وصلات خارجية
- History of the Syrian Arab Army نسخة محفوظة 6 سبتمبر 2012 على موقع واي باك مشين.
- The Arab Revolt 1916-18, Lawrence sets Arabia ablaze